# Rhanidophora odontophora
Rhanidophora odontophora là một loài bướm đêm trong họ Noctuidae.